# Ginga (álbum)
Ginga é um álbum musical gravado pelo ex-futebolista Pelé. O álbum, que foi gravado na Europa, foi lançado em 2006, e conta com as participações especiais de Rappin' Hood e Gilberto Gil.
Composto apenas por composições do próprio Pelé, o álbum traz novas versões de músicas que ele gravou com Elis Regina nos anos 60.
Este foi o primeiro CD do Pelé, mas não sua primeira incursão no mundo da música, já que nos anos 60 ele lançou alguns compactos em parceria com Ellis Regina.

## Faixas
- Todas as faixas foram compostas por Pelé

1. Ginga (Part. Especial: Rappin' Hood)

2. Moleque Danado

3. Quem Sou Eu (Part. Especial: Gilberto Gil)

4. Acredita No Veio

5. Banho Quente

6. Meu Legado

7. Cidade Grande

8. Meu Boi

9. Trocando as Bolas

10. Sou Brasileiro

11. Perdão Não Tem (Part. Especial: Elis Regina)

12. Vexamão (Part. Especial: Elis Regina)